# 伊氏若無齒脂鯉
伊氏若無齒脂鯉，為輻鰭魚綱脂鯉目脂鯉亞目上口脂鯉科的其中一個種，分布於南美洲委內瑞拉奧里諾科河流域，體長可達18.1公分，棲息在植被生長茂密的水域，生活習性不明。